# Spectrum of the Seas
Le Spectrum of the Seas est un navire de croisière appartenant à la compagnie Royal Caribbean International, qui a été mis en service le 11 avril 2019. Il peut accueillir à son bord jusqu'à 4246 voyageurs, pour 1550 membres d'équipage.